# Galena (Indiana)
Galena es un lugar designado por el censo ubicado en el condado de Floyd en el estado estadounidense de Indiana. En el Censo de 2010 tenía una población de 1818 habitantes y una densidad poblacional de 262,01 personas por km².

## Geografía
Galena se encuentra ubicado en las coordenadas 38°21′26″N 85°56′16″O / 38.35722, -85.93778. Según la Oficina del Censo de los Estados Unidos, Galena tiene una superficie total de 6.94 km², de la cual 6.92 km² corresponden a tierra firme y (0.3%) 0.02 km² es agua.

## Demografía
Según el censo de 2010, había 1818 personas residiendo en Galena. La densidad de población era de 262,01 hab./km². De los 1818 habitantes, Galena estaba compuesto por el 98.57% blancos, el 0% eran afroamericanos, el 0.17% eran amerindios, el 0.61% eran asiáticos, el 0% eran isleños del Pacífico, el 0.11% eran de otras razas y el 0.55% pertenecían a dos o más razas. Del total de la población el 0.66% eran hispanos o latinos de cualquier raza.